# Melchior Inchofer

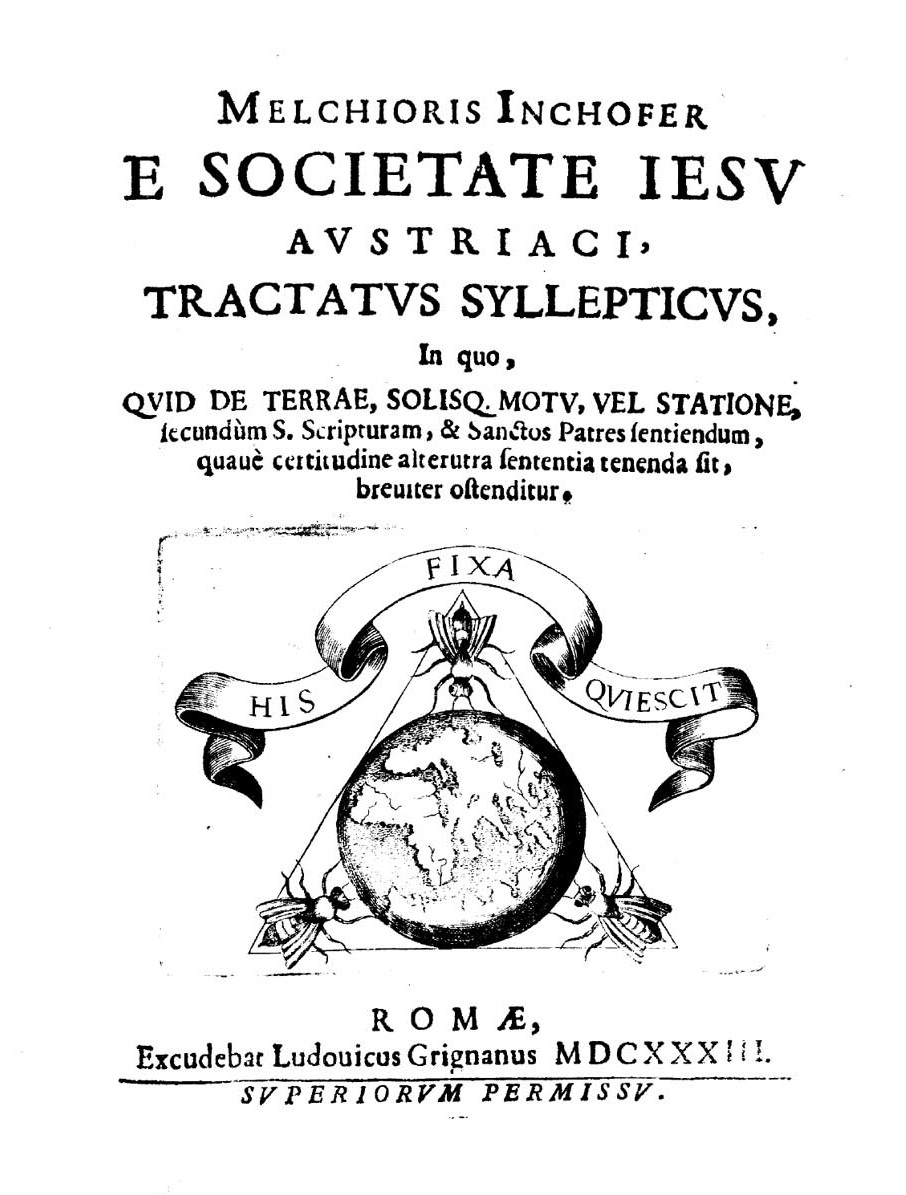
Tractatus syllepticus, 1633

Melchior Inchofer (* 1584 in Wien; † 28. September 1648 in Mailand) war ein Jesuit und katholischer Theologe.

## Melchior Inchofer und Galileo Galilei
Melchior Inchofer erstellte für den Prozess gegen Galileo Galilei im Jahr 1633 das Gutachten Tractatus syllepticus, das den Vorwurf untermauern sollte, der Heliozentrismus des Astronomen stehe im Gegensatz zu Schriftaussagen.
Unter dem Pseudonym Lucius Cornelius erschien 1646 eine utopisch-satirische Schrift mit dem Titel LVCII CORNELII EVROPAEI MONARCHIA SOLIPSORUM. Ziel der Satire war der Orden der Jesuiten, mit deren lateinischem Namen Societas Iesu schon im Titel gespielt wurde, indem das Ordenskürzel SI (heute SJ) zu Monarchia Solipsorum aufgelöst wurde, was sich mit Königreich der Selbst-Sonnen übersetzen lässt. Das Werk fand so großen Anklang, das es schon kurz nach Erscheinen unter anderem ins Französische, Italienische und Deutsche übersetzt wurde. Inchofer geriet schon bald in Verdacht der Verfasser der Satire zu sein und wurde daraufhin entführt. Auf Intervention des Papstes Urban VIII. beim Jesuitengeneral wurde Inchofer wieder in das deutsche Kolleg in Rom zurückgebracht. Die Autorenschaft Inchofers war immer wieder umstritten, als möglicher Verfasser galt auch der Exjesuit Julius Clemens Scotti.

## Schriften
- Epistolae B. Virginis Mariae ad Messanenses veritas vindicata, o. J. [1619? 1629?] (Digitalisat)
Wegen dieser Schrift, in der er die Echtheit des Briefs Marias an die Einwohner von Messina zu beweisen behauptete, musste sich Inchofer in Rom verantworten.[1] Sie wurde verboten und erschien 1632 in überarbeiteter Fassung mit dem Titel
  - De epistola B. Mariae ad Messanenses conjectatio plurimis rationibus et verosimilitudinibus locuples. Viterbo 1632
- Tractatus syllepticus: in quo quid de terrae, solisq. motu, vel statione, secundùm S. Scripturam, & Sanctos Patres sentiendum, quauè certitudine alterutra sententia tenenda sit, breviter ostenditur (deutsch Sylleptische Abhandlung: In der kurz dargelegt wird, was über die Bewegung oder den Stand der Erde, der Sonne usw. gemäß der Heiligen Schrift und den Heiligen Vätern gesagt wird und mit welcher Sicherheit jede dieser Meinungen vertreten werden kann). Rom 1633 (Digitalisat)
- LVCII CORNELII EVROPAEI MONARCHIA SOLIPSORUM Ad Virum Clarissimum LEONEM ALLATIVUM. Venedig 1645.
- La Monarchie des Solipses, traduite de l'original latin de Melchior Inchofer, de la Compagnie des Jesus. Chez Herman Uytwerf, Amsterdam 1754.